# خس منشاري
الخس المنشاري[بحاجة لمصدر] (باللاتينية: Lactuca serriola) نوع نباتي عشبي يتبع جنس الخس من الفصيلة النجمية.

## الموئل والانتشار
ينتشر في مناطق الوطن العربي المتوسطية وقبرص وتركيا والقوقاز وأوروبا. يعيش على جوانب الطرق وفي الحقول.

## الوصف النباتي
نبات عشبي حولي أو ثنائي الحول. الأوراق متموضعة مباشرة على الساق (دون عنيقة)، ولها أشواك صغيرة على جانبيها وفي الوسط.

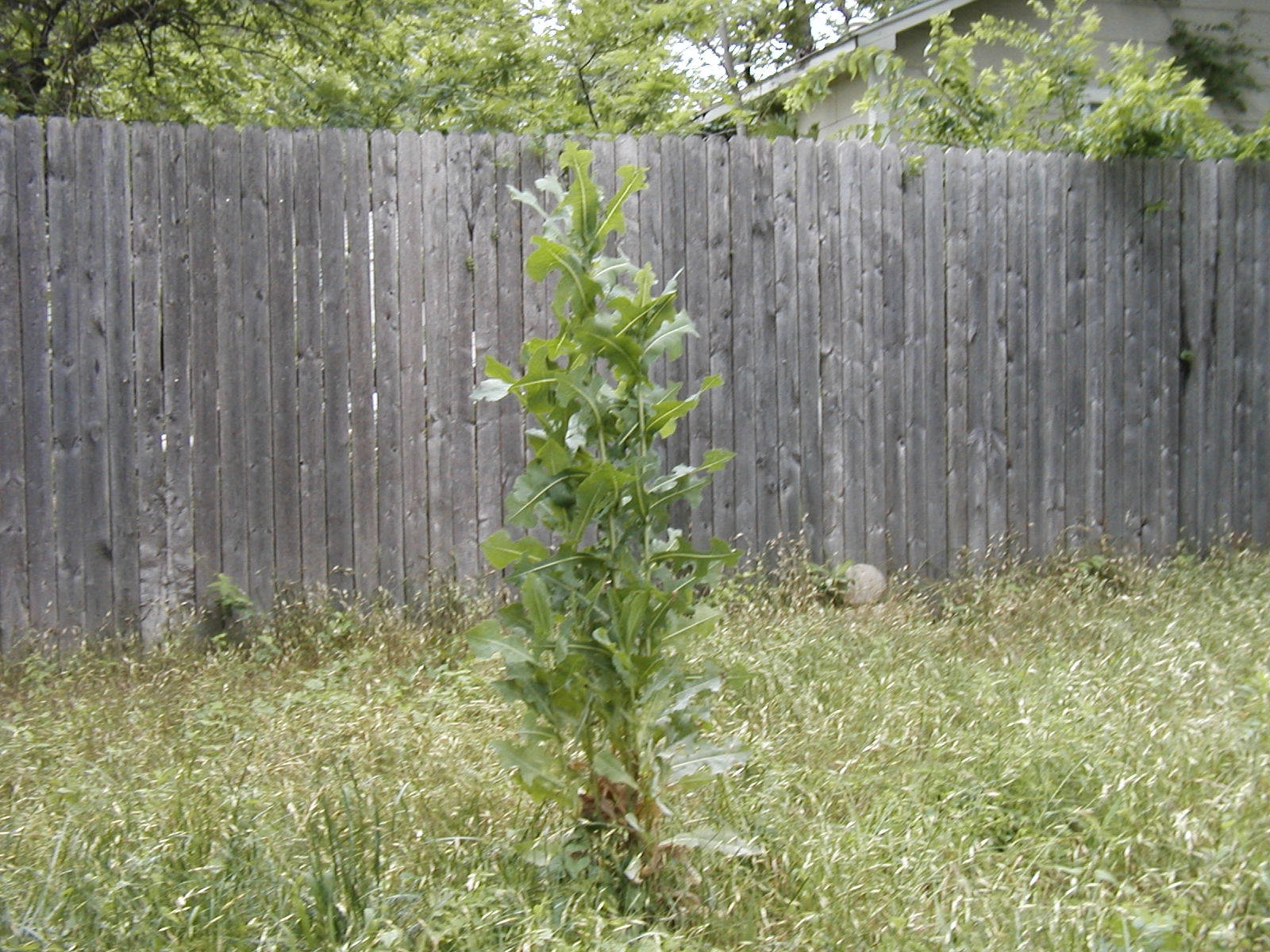
نبات الخس المنشاري في حديقة منزلية

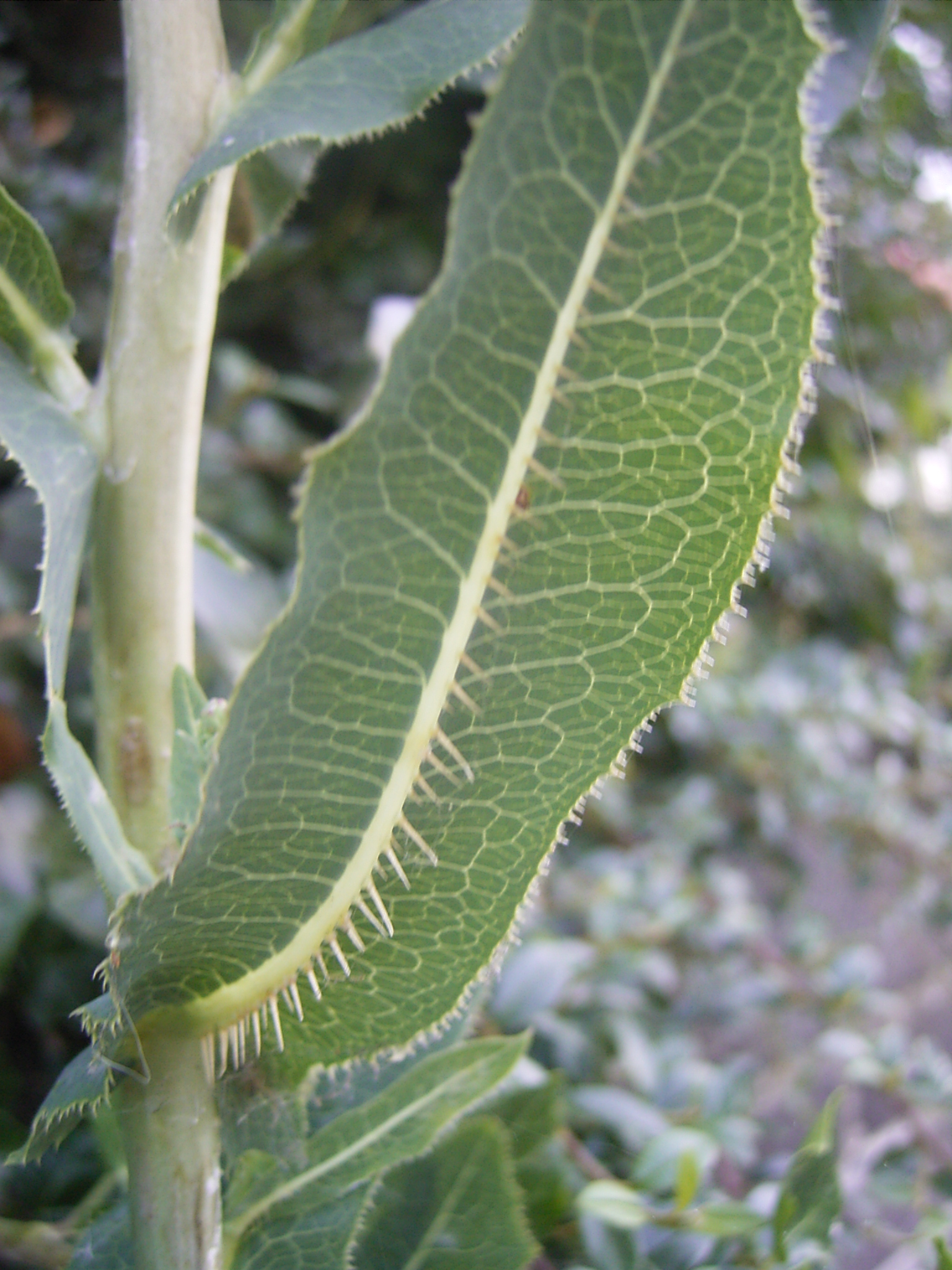
صورة مقربة لأوراق الخس المنشاري